# Amt Usedom-Nord
La comunità amministrativa di Usedom-Nord (Amt Usedom-Nord) appartiene al circondario della Pomerania Anteriore-Greifswald, nel Meclemburgo-Pomerania Anteriore, in Germania.

## Suddivisione
Comprende 5 comuni (abitanti il 31 dicembre 2022):
1. Karlshagen (3 218)
2. Mölschow (812)
3. Peenemünde (351)
4. Trassenheide (943)
5. Zinnowitz * (4 194)

Il capoluogo è Zinnowitz.